# ワシントン郡区 (アイオワ州アパヌース郡)
ワシントン郡区は、アメリカ合衆国、アイオワ州、アパヌース郡にある18の郡区の一つである。2000年の国勢調査で、人口は804人だった。

## 地理
ワシントン郡区は、93.6平方キロメートル（36.13平方マイル)で、Moultonが含まれている。アメリカ地質調査所によると、この郡区はGarlandとHardinとOrleansとOtterbein SouthとOtterbienとSunnyviewの6つの霊園が含まれている。